# Klaus Weber (Historiker)
Klaus Weber (* 1960 in Pottum) ist ein deutscher Historiker.
Klaus Weber arbeitete von 1982 bis 1992 als Maschinenschlosser und Maschinenbautechniker. Er studierte von 1992 bis 1998 Geschichte und Philosophie an der Universität Hamburg. Im Jahr 2001 wurde Weber bei Horst Pietschmann und Franklin Kopitzsch promoviert mit der Arbeit Deutsche Kaufmannsfamilien im atlantischen Manufaktur und Kolonialwarenhandel. Netzwerke zwischen Hamburg, Cadiz, Bordeaux und Bilbao (1715–1830). Die Arbeit erhielt 2002 den ersten Preis für Unternehmensgeschichte der Gesellschaft für Unternehmensgeschichte. Von 2004 bis 2009 war Weber Research Fellow am Rothschild Archive (London) und Honorary Research Fellow am Royal Holloway College (University of London). In diesem Zeitraum leitete er das Forschungsprojekt „Jewish Philanthropy and Social Development in Europe (1800–1940)“. 2010/2011 war Weber Lehrbeauftragter an der Universität Hamburg und Wissenschaftlicher Mitarbeiter am Institut für die Geschichte der deutschen Juden. Weber lehrt seit 2011 als Professor für Vergleichende europäische Wirtschafts- und Sozialgeschichte an der Europa-Universität Viadrina in Frankfurt (Oder).

## Schriften
Monographien
- mit Jochen Meissner und Ulrich Mücke: Schwarzes Amerika. Eine Geschichte der Sklaverei. Beck, München 2008, ISBN 978-3-406-56225-9.
- Deutsche Kaufleute im Atlantikhandel 1680–1830. Unternehmen und Familien in Hamburg, Cádiz und Bordeaux. Beck, München 2004, ISBN 3-406-51860-5. (eingeschränkte Vorschau bei Google Books)

Herausgeberschaften
- mit Rainer Liedtke: Religion und Philanthropie in den europäischen Zivilgesellschaften. Entwicklungen im 19. und 20. Jahrhundert. Schöningh, Paderborn u. a. 2009, ISBN 978-3-506-76384-6.